# آیدین ختائی
آیدین ختائی اصل (زادهٔ ۲۴ اردیبهشت ۱۳۶۳) بازیگر سینما، تلویزیون و ورزشکار اهل ایران است. فعالیت بازیگری او با بازی در مجموعهٔ تلویزیونی کلانتر ۳ شروع شد. آیدین ختائی در مجموعۀ تلویزیونی مختارنامه در نقش غول شامی ظاهر شد.

## زندگی حرفه‌ای

### در تلویزیون

#### مردان آهنین
آیدین ختائی سابقه حضور در مسابقه مردان آهنین که از شبکه سه سیما پخش می‌شد را دارد.

#### تهمتن
ختائی در مسابقه تلویزیونی «تهمتن» که یک مسابقه استعدادیابی است و از شبکه نسیم به روی آنتن می‌رفت به‌همراه بهداد سلیمی مجری این برنامه بود.

## فیلم‌شناسی

### سینما
| سال  | عنوان                    | نقش | کارگردان          | توضیحات |
| ---- | ------------------------ | --- | ----------------- | ------- |
| ۱۳۹۴ | ‏تارات                    |     | پدرام بهرامی‌فر    |         |
| ۱۳۹۸ | خوب، بد، جلف ۲: ارتش سری |     | پیمان قاسم خانی   |         |
| ۱۳۹۹ | حکم تجدید‌نظر             |     | محمد امین کریم‌پور |         |
| ۱۳۹۹ | بازگشته                  |     | ندا محمودی        |         |
| ۱۴۰۰ | سگ‌بند                    |     | مهران احمدی       |         |

### تلویزیون
| سال          | عنوان           | نقش                                           | کارگردان                    | توضیحات          |
| ------------ | --------------- | --------------------------------------------- | --------------------------- | ---------------- |
| ۱۳۸۳ تا ۱۳۸۵ | مردان آهنین     | شرکت‌کننده و کسب مقام چهارم در مسابقه سال ۱۳۸۵ |                             | مسابقه تلویزیونی |
| ۱۳۸۳         | کلانتر ۳        |                                               | محسن شاه‌محمدی               |                  |
| ۱۳۸۸         | مختارنامه       | غول شامی                                      | داوود میرباقری              |                  |
| ۱۳۹۰–۱۳۸۹    | چهار چرخ        |                                               | جواد مزدآبادی               |                  |
| ۱۳۹۱         | بچه‌های نسبتاً بد |                                               | سیروس مقدم                  |                  |
| ۱۳۹۱         | دست بالای دست   |                                               | محسن یوسفی                  |                  |
| ۱۳۹۸         | از یادها رفته   |                                               | بهرام بهرامیان              |                  |
| ۱۴۰۲         | تهمتن           | مجری                                          |                             | مسابقه تلویزیونی |
| ۱۴۰۲         | رحیل            |                                               | مسعود آب‌پرور رامین عباس‌زاده |                  |